# Château de Kerfily
Le château de Kerfily est un château situé sur la commune d'Elven, dans le département du Morbihan (France).

## Historique
L'actuel château de Kerfily succède à deux autres édifices des XVIIe et XVIIIe siècles, tous deux incendiés,.
En 1858 (ou de 1860 à 1863), Armand de Charette entreprend la construction du château actuel ainsi que la chapelle privée du Sacré-Cœur.

## Environnement
À 4 kilomètres d’Elven et à 20 km de Vannes, le château de Kerfily se situe sur une hauteur (où la vue s’étend sur une dizaine de kilomètres) appuyée sur des remparts du XVe siècle. Il surplombe l’Arz. Au nord, se trouvent les landes de Lanvaux. Un parc centenaire d’une vingtaine d’hectares entoure le château.

## Description
La façade principale du corps de logis actuel se compose d'un avant-corps sur chaque côté, et d'une tour centrale à cinq pans, en demi hors-d'œuvre. L'ensemble est rigoureusement agencé. Elle possède une chapelle privée (XIXe siècle).
Le pigeonnier du XVIIe siècle et la porterie (XVIIe et XVIIIe siècles) surmontée de créneaux et de merlons en forme de pyramide, avec portail et poterne sur laquelle sont gravées les armes des différentes familles ayant possédé Kerfily, sont les rares vestiges des châteaux précédents (un écusson orne le sommet du portail).

## Propriétaires
Au début du XVe siècle, la seigneurie appartient à la famille de Coëtquen.
Passant de main en main, le domaine échoue à la famille de Charette de La Contrie (XIXe siècle).

Famille de Coëtquen
Famille de Sérent
Narbonne-Pelet
Famille Charette de La Contrie